# 939
Évszázadok: 9. század – 10. század – 11. század
Évtizedek: 880-as évek – 890-es évek – 900-as évek – 910-es évek – 920-as évek – 930-as évek – 940-es évek – 950-es évek – 960-as évek – 970-es évek – 980-as évek
Évek: 934 – 935 – 936 – 937 –  938 – 939 – 940 – 941 – 942 – 943 – 944

## Események

### Európa
- Újabb felkelés tör ki Ottó német király ellen, ezúttal öccse, Henrik és Giselbert lotaringiai herceg fog fegyvert. Csatlakozik hozzájuk az előző évben kapituláló Eberhard frankóniai herceg is. Giselbert hűséget esküszik IV. (Tengerentúli) Lajos nyugati frank királynak.
- Ottó a birteni csatában megfutamítja a lázadókat (itt Henrik is megsebesül), majd az andernachi csatában teljes győzelmet arat: Eberhardot a csatában megölik, Giselbert pedig menekülés közben a Rajnába fullad. Ottó felszámolja a frankóniai hercegséget, amelyet kisebb grófságokra és püspökségekre oszt.
- Hogy megerősítse Lotaringiára vonatkozó jogait, a 18 éves IV. Lajos király feleségül veszi Giselbert özvegyét, Gerbergát, Ottó király húgát. Ottó seregével bevonul Lotaringiába és szövetséget köt Lajos ellen annak elégedetlen főuraival, Nagy Hugó frank herceggel, Hosszúkardú Vilmos normandiai herceggel és Herbert vermandois-i gróffal.
- II. Alain breton herceg Hugó maine-i és Judicael rennes-i gróf segítségével felszámolja az utolsó viking erődítményt is, véget vetve Bretagne több évtizedes viking megszállásának.
- 45 éves korában meghal Æthelstan angol király. Mivel igen vallásos életet élt és nem nősült meg, gyermeke nincs, így utódja féltestvére, I. Edmund. A northumbriai vikingek a dublini Olaf Guthfrithsont kiáltják ki királyuknak, aki rövid életű békét köt Edmunddal.
- III. Abd al-Rahmán córdobai kalifa dzsihádot hirdet a Leóni Királyság ellen. A határvidéki városok elfoglalása után a simancasi csatában döntő vereséget szenved II. Ramiro leóni király, valamint a pamplonai I. Garcia és a kasztíliai Fernán González egyesült seregétől.
- Meghal VII. Leó pápa. Utódjául VIII. Istvánt választják.
- Meghal II. Pietro Candiano velencei dózse. Utódja Pietro Participazio.

### Japán
- A keleti Kantó tartományban Taira no Maszakado egy családok közötti viszály következtében a kormányzó ellen fordul, elfoglalja a tartományt és császárrá kiáltja ki magát. A központi kormányzat seregei két hónap alatt, a következő év elejére leverik a felkelést.

## Születések
- november 20. – Szung Taj-cung, kínai császár
- Háj ben Serira, zsidó teológus

## Halálozások
- július 13. – VII. Leó, római pápa
- október 2.
  - Eberhard, frank herceg
  - Giselbert, lotaringiai herceg
- október 27. – Æthelstan, angol király
- II. Pietro Candiano, velencei dózse

## Fordítás
- Ez a szócikk részben vagy egészben  a(z)   939 című angol Wikipédia-szócikk ezen változatának fordításán alapul.  Az eredeti cikk szerkesztőit annak laptörténete sorolja fel. Ez a jelzés csupán a megfogalmazás eredetét és a szerzői jogokat jelzi, nem szolgál a cikkben szereplő információk forrásmegjelöléseként.